# Alessandro Tonani
Alessandro Tonani (Lodi Vecchio, 18 giugno 1898 – 2 giugno 1938) è stato un ciclista su strada e pistard italiano, professionista dal 1920 al 1928.

## Carriera
Cominciò a pedalare per lavoro, quando faceva il lattaio. Dopo aver fatto la trafila tra i dilettanti fra il 1916 e il 1919, ottenendo anche qualche vittoria, passò professionista e ottenne alcune vittorie nelle corse in linea e fece particolarmente bene al Giro d'Italia 1923 dove fu due volte secondo nelle tappe di Bologna e in quella conclusiva di Milano.
Ottenne le maggiori affermazioni su pista, vincendo tra le altre la Sei giorni di Berlino.

## Palmarès

### Strada
- 1920

Coppà d'Inverno
- 1922

Genova-Ventimiglia
- 1924

Coppà d'Inverno
- 1925

2ª tappa Zurigo-Berlino

### Pista
- 1927

Sei giorni di Berlino (con Willy Lorenz)
Sei giorni di Dortmund (con Willy Lorenz)
- 1928

Sei giorni di Parigi #2 (con Onésime Boucheron)

## Piazzamenti

### Grandi giri
- Giro d'Italia

1923: 21º

### Classiche
- Giro di Lombardia

1915: 14º
1916: 11º
1917: 18º
1920: 13º
1921: 13º
1922: 9º